# Haironville
Haironville település Franciaországban, Meuse megyében. Lakosainak száma 567 fő (2022. január 1.). Haironville Bazincourt-sur-Saulx, Brillon-en-Barrois, Rupt-aux-Nonains, Saudrupt és Sommelonne községekkel határos.

## Népesség
A település népességének változása:
| Lakosok száma | 597  | 580  | 605  | 579  | 626  | 605  | 595  | 583  | 578  | 567  |
|               | 1968 | 1982 | 1990 | 2006 | 2013 | 2015 | 2017 | 2019 | 2020 | 2022 |